# Sundsvalls stadshus
Sundsvalls stadshus är en byggnad belägen i södra änden av Stora torget i Stenstan, Sundsvall. Byggnaden användes som stadshus fram till 1975 då kommunen flyttade verksamheten till Sundsvalls gamla lasarett på Norrmalm, därefter kallat Sundsvalls kommunhus. Stadshuset inrymmer idag festvåning, restaurang och konferenslokaler samt delar av Sundsvalls kommuns verksamheter, Näringsliv och tillväxt samt Destination Sundsvall.

## Historia
Sundsvalls första rådhus var en sockenstuga byggd i staden vid nuvarande Åkroken efter stadens grundande 1621. När staden flyttade till sitt nuvarande läge byggdes ett rådhus av timmer vid Östra tjärnen, nuvarande Vängåvan. I slutet av Stora nordiska kriget härjade ryssar längs Sveriges kust. 1721 kom ryssarna till Sundsvall som plundrade och brände ner staden och dess rådhus. 
1728 stod det nya rådhuset, också det i timmer klart. 1764 brann staden och rådhuset förstördes. 1778 köpte staden in en gård vid dåvarande Rådhustorget. Också denna kom att brinna ner i stadsbranden 1803 och en annan gård köptes vid Stora torget.
Efter hand blev denna omodern och det beslutades att ett nytt stadshus av sten skulle byggas. Det nya stadshuset, ritat av Birger Oppman kunde slutligen invigas 1868. Stadshuset skadades svårt i stadsbranden 1888. Stadens beslutande församling beslutade att återställa huset men utbyggt och i en mer modern stil. För arbetet anlitades arkitekten Andreas Bugge.
1891 återinvigdes stadshuset i ljuset av 500 glödlampor. Istället för tre mindre entréer fanns nu en pampig entré ut mot Stora torget. På taket placerades statyer av zink. Konstnären Carl Grabow ordnade takmålningarna i Spegelsalen.
1975 flyttade polisen till det nya polishuset på Västermalm och kommunen lämnade stadshuset för det ombyggda lasarettet på Norrmalm. Huset kom nu att stå tomt. 1984 revs stadshusets veranda. Huset kom dock att renoveras upp i slutet av 1980-talet för 30 miljoner kronor  och hyser idag festvåning, restaurang och konferenslokaler. 